# Ulimang
Ulimang ist ein Ort im Zentrum des administrativen Staates Ngaraard (d. h. ein Verwaltungsgebiet) im Inselstaat Palau im Pazifik. In dem Ort befindet sich auch das State Office (Ngaraard Branch) und die Ngaraard Elementary School. 

## Geographie
Das Dorf liegt an der Ostküste der Insel Babeldaob. Er hat einen orangen, sandigen Strand und ein kleines Dock. 
Die Dörfer Ngesang und Elab befinden sich nördlich des Dorfes.
Im Westen liegt Ngebuked und im Süden Ngkeklau.
Ngaraard Evangelical Church bildet das Ortszentrum. 2012 hatte der Ort 587 Einwohner.